# Barthélemy Menn
Pour les articles homonymes, voir Menn.
Barthélemy Menn, né le 20 mai 1815 à Genève, mort dans cette même ville le 10 octobre 1893, est un peintre suisse.
Maître de Ferdinand Hodler et d'Eugène Burnand, Barthélemy Menn est un des rénovateurs de la peinture helvétique.

## Biographie
Il est le fils de Louis John, un pâtissier des Grisons, et de Charlotte Madeleine Bodmer, de Coinsins. En 1865 il épouse Louise Fanchette Gauthier.
En 1827, Barthélemy Menn prend des cours de dessin auprès de Jean DuBois, puis en 1831, à l'âge de 16 ans, il entre à l'École des beaux-arts de Genève. En 1832, il est admis dans l'atelier du peintre Jean-Léonard Lugardon. À la suite de la recommandation de celui-ci à l'intention de son ancien maître, Jean-Auguste-Dominique Ingres, Menn se rend à Paris à la fin de 1833 pour se perfectionner et y fréquente l'atelier d'Ingres, ainsi que le Louvre et le Cabinet des estampes de la Bibliothèque nationale.
Lorsqu'Ingres est nommé directeur de la Villa Médicis, à Rome, Menn le rejoint durant l'année 1835. Pendant l'été 1836, il découvre Capri et Naples, et copie en plein-air les antiques de Pompéi et la Transfiguration de Giovanni Bellini au musée des Bourbon-Siciles.
Menn retourne à Paris fin 1838, où il expose au Salon de 1839 à 1843, et donne des cours de dessin à de nombreux élèves, dont Maurice Sand. Il est employé par Eugène Delacroix (1798-1863) pour la décoration de la coupole de la bibliothèque du Palais du Luxembourg à Paris. Il rencontre les peintres de l'École de Barbizon, en particulier Charles-François Daubigny (1817-1878), et se lie d'amitié avec des disciples de Charles Fourier ainsi qu'avec Camille Corot (1796-1875), avec lequel il réalise des scènes champêtres chez leur ami Henri-Daniel Bovy (1812-1862), frère d'Antoine Bovy. Les frères Bovy possédaient le château de Gruyères depuis les années 1840 et y avaient fondé « La Colonie », d'inspiration fouriériste, accueillant de nombreux artistes au cours des années 1850-1860.

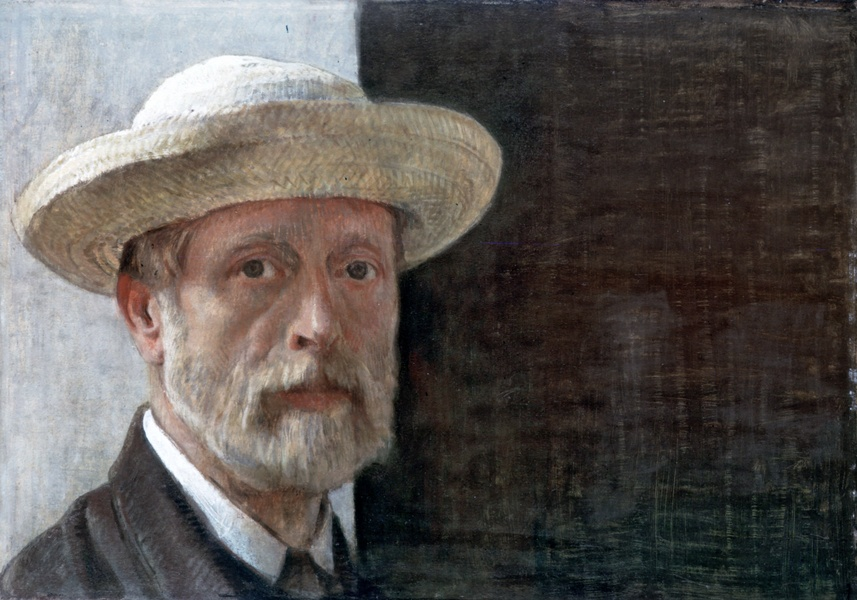
Barthélemy Menn, Autoportrait au chapeau de paille (vers 1867), musée d'art et d'histoire de Genève.

Menn retourne vivre à Genève à partir de 1844, et s'intéresse aux daguerréotypes. En 1850, il est nommé directeur de l'École des beaux-arts de Genève, où, jusqu'à sa mort, il enseigne le dessin, notamment à Ferdinand Hodler et Édouard Vallet.

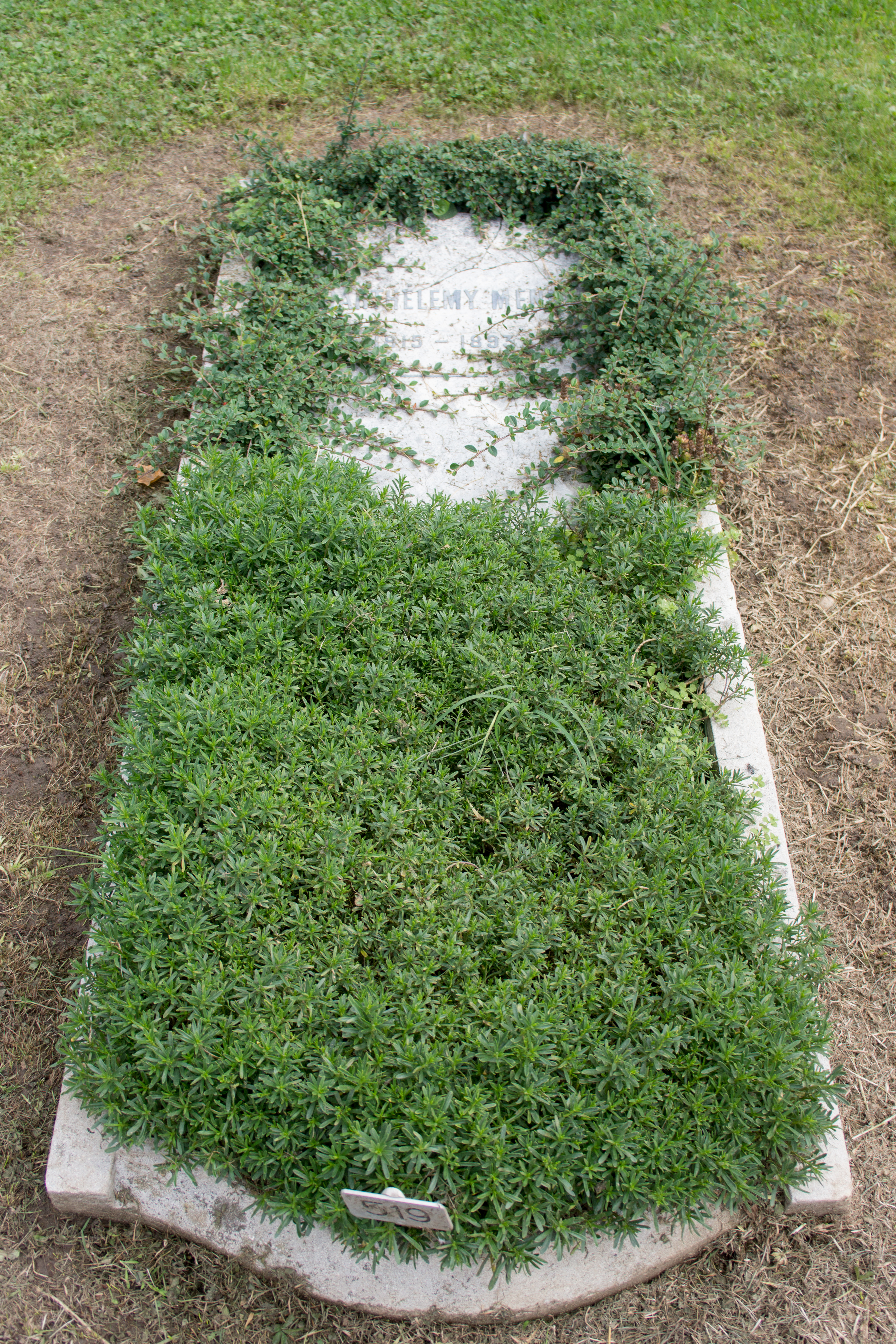
La tombe de Barthélémy Menn au cimetière des Rois

En 1857, 1859 et 1861, Menn organise à Genève trois expositions de ses amis français, les meilleurs peintres de l’époque : les tableaux de Corot, Daubigny, Delacroix, Courbet passent inaperçus. Pas une seule critique lors des deux premières expositions et, à l’occasion de la troisième, on conseille à ces artistes de mieux observer la nature. En conséquence, Menn renonce à exposer ses propres toiles et se consacre essentiellement à l'enseignement, sans pour autant cesser de produire.
Barthélemy Menn est inhumé à Genève au cimetière des Rois.

## Expositions

### De son vivant
- Genève : Musée Rath, 1837
- Salon de Paris, 1839 - 1840 - 1841 - 1842 - 1843[4]
- Genève : Musée Rath, 1845
- Genève : Athénée, 1893
- Genève : Palais Eynard, 1894[5]

### Posthumes
- Genève : Musée Rath, 1910
- Genève : Musée d'art et d'histoire de Genève, 1923
- Berne : Musée des beaux-arts de Berne, 1923
- Zurich : Gallerie Bollag, 1939
- Bâle : Kunsthalle, 1942
- Genève : Musée Rath, 1943 (Barthélemy Menn et ses élèves)[6]
- Neuchâtel : Musée d'art et d'histoire de Neuchâtel, 1949
- Coire : Fête fédérale de tir, 1949
- Coire : Kunsthaus, 1949[7]
- Soleure : Museum der Stadt, 1950[8]
- Genève : Musée Rath : Musée de l'Athénée, 1957 (Cent ans de peinture genevoise : à l'occasion du centenaire de la Société des amis des beaux-arts)[9]
- Saint-Gall : Kunstmuseum St. Gallen, 1959[10]
- Zurich : Tour de Walche, 1959[11]
- Glaris : Kunsthaus, 1960
- Neuchâtel : Musée d'art et d'histoire de Neuchâtel, 1960[12]
- Genève : Musée Rath, 1962[13]
- Martigny : Hôtel de Ville, 1962
- Genève : Musée Rath, 1998[14]
- Pfäffikon : Seedamm Kulturzentrum, 2000[15]
- Winterthour : Musée Oskar Reinhart « Am Stadtgarten », 2001[16]
- Lucerne : Kunstmuseum Luzern, 2008[17]
- Zürich : August Laube, 2009[18]
- Chêne-Bougeries : Espace Nouveau Vallon, 2015
- Winterthour : Musée Oskar Reinhart « Am Stadtgarten », 2015
- Genève : Cabinet d'arts graphiques du Musée d'art et d'histoire de Genève, 2018

## Œuvres dans les collections publiques
- Musée d'art et d'histoire de Genève[19]
  - Paysage d’Italie (vers 1842)
  - Étude du Wetterhorn vu du Hasliberg (vers 1845)
  - Collines rocheuses (vers 1858)
  - Autoportrait au chapeau de paille (vers 1867)[20]
  - Le Clocher[21]
- Paysage, Musée cantonal des Beaux-Arts de Lausanne
- Une Ferme près de Coinsins (vers 1865), Kunstmuseum Winterthur
- Paysage Suisse et Paysage, peintures sur lambris, salon Corot du château de Gruyères

## Galerie

Œuvres de Barthélemy Menn
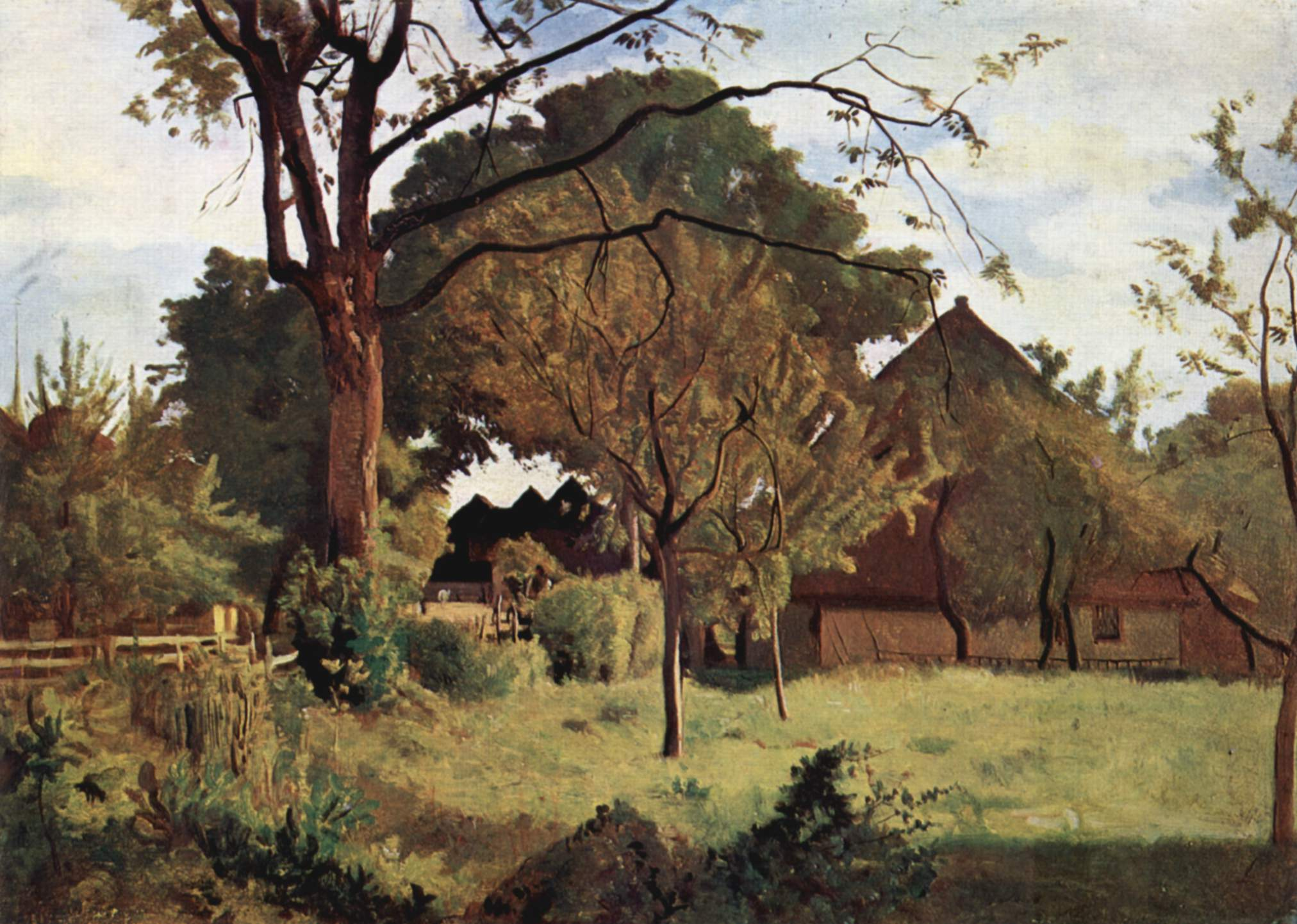
Une Ferme près de Coinsins (vers 1865),  Kunstmuseum Winterthur.
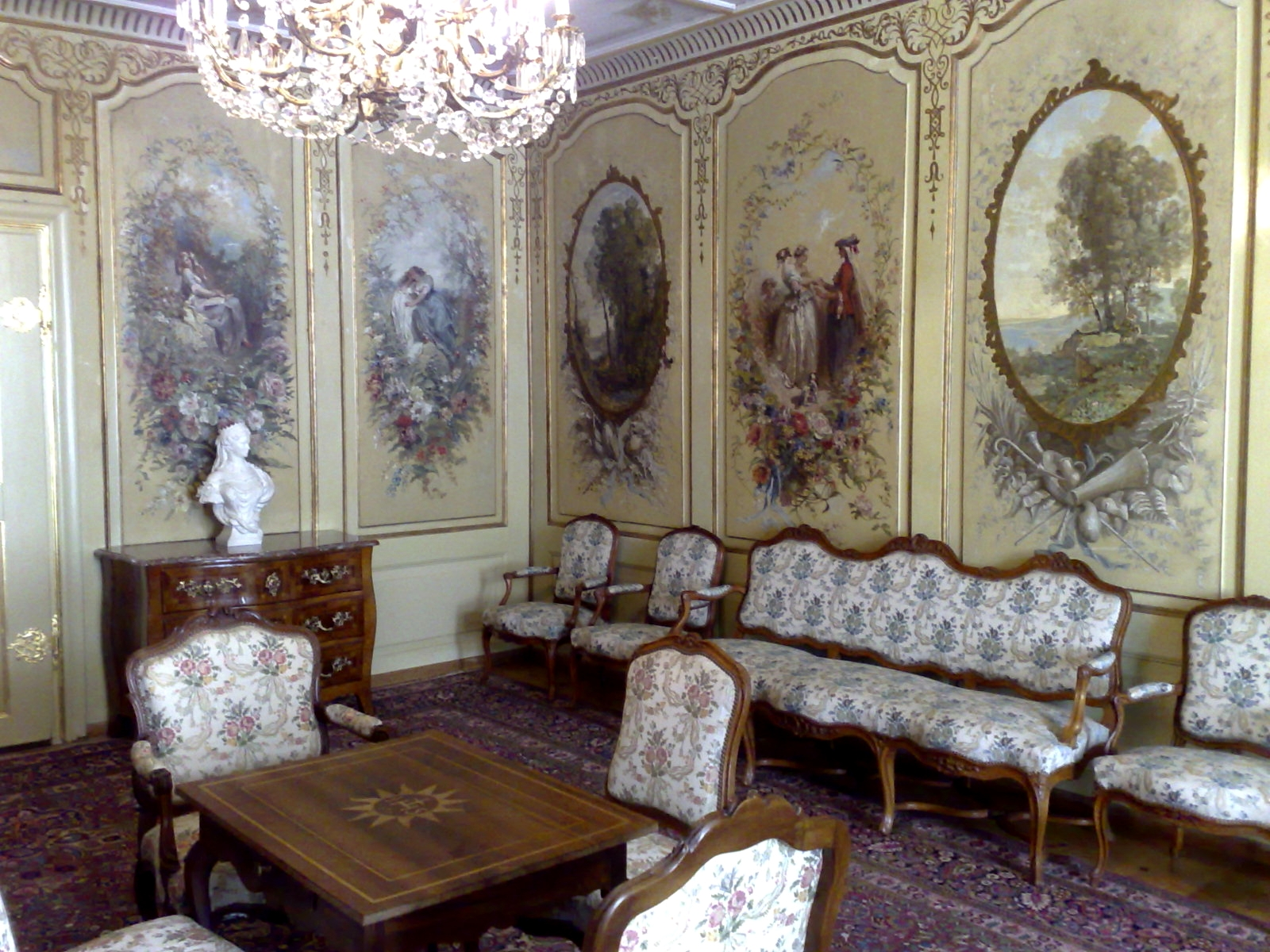
Décoration murales de Barthélemy Menn et Camille Corot dans le salon Corot du château de Gruyères.

## Élèves
- Henri-Louis Aubry (1867-1930)
- Eugène Burnand
- Auguste Baud-Bovy
- Édouard Castres
- Frédéric Dufaux
- Louis Dunki
- Simon Durand
- Francis Furet
- Léon Gaud
- Charles Giron
- Albert Gos
- John Graff
- Ferdinand Hodler
- Daniel Ihly
- Édouard Jeanmaire
- Edmond de Palézieux
- Pierre Pignolat
- Édouard John Ravel
- Alfred Rehfous
- Maurice Sand
- Alfred Schlaich
- Elisabeth de Stoutz
- Édouard Vallet
- Pierre-Eugène Vibert
- Aimée Rapin

## Postérité
Une rue de Genève porte son nom, la Rue Barthélemy-Menn.